# Ice Nine Kills
Ice Nine Kills (escrito a veces en mayúsculas ICE NINE KILLS o abreviado INK) es una banda de metalcore estadounidense de Boston, Massachusetts, actualmente trabajando con el sello discográfico Fearless Records. Conocidos por su letras inspiradas en temas populares de Horror (tanto novelas como películas), Ice Nine Kills nació en 2006 con Spencer Charnas (cantante actual) y Jeremy Schwartz, quienes eran amigos en el instituto. Originalmente, el grupo pretendía combinar varios estilos musicales tales como pop punk, Metalcore y ska con su propia innovadora versión de rock; sin embargo, su estilo actual ha sido descrito como theatricore, metalcore y symphonic metal. Charnas es ahora el único miembro fundador que sigue en el grupo.
Hasta la fecha, Ice Nine Kills ha sacado tres EP: The Burning, 2 Song Acoustic and The Predator; y seis álbumes de estudio: Last Chance to Make Amends, Safe Is Just a Shadow, The Predator Becomes the Prey, Every Trick in the Book que alcanzó el número #122 en Billboard 200 en los Estados Unidos. Su álbum más exitoso hasta el día de hoy se llama The Silver Scream que alcanzó el número #27 en Billboard 200 en Estados Unidos, lanzado en 2018 y su álbum más reciente Welcome to Horrorwood: The Silver Scream 2, lanzado en 2021. El nombre del grupo proviene de la ficticia sustancia Hielo-9 (ice-9 en inglés) de la novela de ficción Cuna de Gato de Kurt Vonnegut.
Su música mezcla elementos de metalcore, pop punk, melodic metalcore, alternative metal, symphonic metal, hard rock y avant-garde metal.
Originalmente mezclaba elementos de post-hardcore, pop punk, ska y alternative rock.
Posteriormente mezclaría post-hardcore, metalcore.

## Historia

### 2002–2009: Creación yLast Chance to Make Amends
Los amigos de instituto Spencer Charnas y Jeremy Schwartz formaron Ice Nine Kills, originalmente con el nombre de Ice Nine, pero cambiaron el nombre a su actual Ice Nine Kills justo antes de lanzar su álbum debut independiente Last Chance to Make Amends el 20 de abril de 2006.
Al año siguiente, el 20 de noviembre de 2007, Ice Nine Kills lanzó su primer EP The Burning con Red Blue Records, tras lo que se fueron de gira nacional para promocionarlo, siendo teloneros de artistas como I See Stars y Eyes Set to Kill, entre otros. Apenas comenzado el 2008, el grupo ya había sido invitado para ser telonero también de otros artistas de más renombre, como As I Lay Dying (banda), A Day to Remember, Thursday, Paramore, así como para dar un único concierto en el tour de Taste of Chaos de 2009. Este mismo año, Ice Nine Kills sacó dos canciones acústicas ("The Simple Act of Giving Up" y "Lifetime in a Week") en un EP titulado 2 Song Acoustic.
A mediados de 2009, Schwartz decidió dejar el grupo (alegando no conseguir adaptarse a la vida en la carretera mientras estaban de giras), dejando a Charnas como único miembro fundador en el grupo. Charnas reclutó a miembros de la recién disuelta banda de post-hardcore Remember Tomorrow (de Rochester, NY). Este cambio en la alineación del grupo cambió el sonido original de Ice Nine Kills, volviéndolo metalcore experimental, lo que captó la atención de Ferret Music, que los contrató en la primavera de 2009. Tras su aparición del grupo en Warped Tour en 2009, el grupo comenzó a escribir y a grabar su siguiente disco.

### 2010–2013:Safe Is Just a ShadowyThe Predator

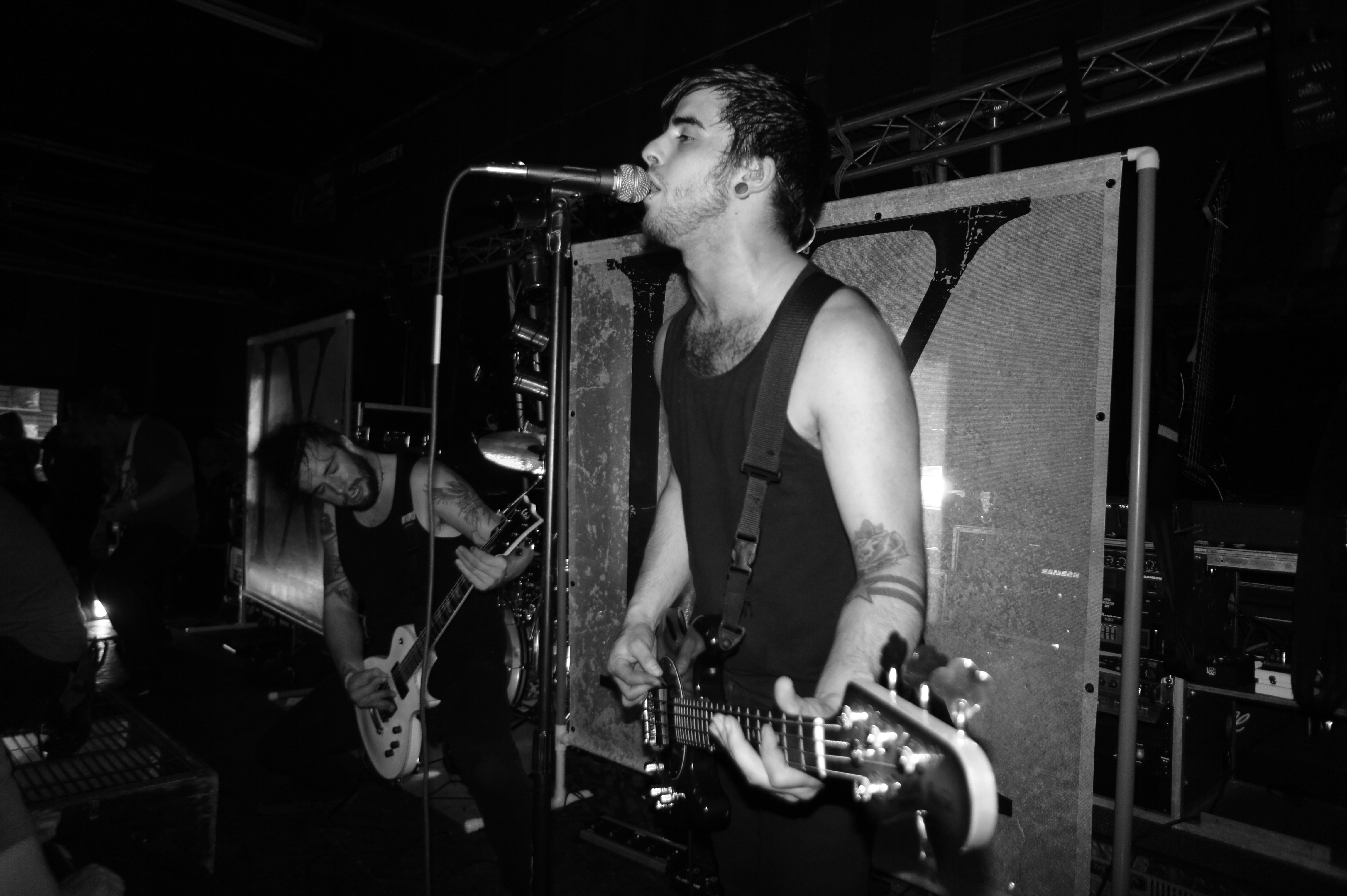
Ice Nine Kills live in 2011.

Ice Nine Kills lanzó su segundo disco de estudio, Safe Is Just a Shadow, el 12 de julio de 2010. El entonces cantante del grupo Dave Sieling (quien dejó Ice Nine Kills este mismo año) contribuyó a las "voces limpias" (clean vocals) del álbum junto con Spencer Charnas. Este disco recibió el halago de la revista de Heavy metal Revolver (revista), tras lo que el grupo fue invitado a asistir a los Revolver Golden Gods awards (premios dioses dorados) en Los Ángeles, CA, el 20 de abril de 2010. Ice Nine Kills promocionó Safe is just a Shadow durante dos semanas en Warped Tour 2010, y como teloneros de Taproot, grupo nu metal de Míchigan. El grupo hizo su primera gira nacional en el verano de 2011, y actuó en una única cita de Warped Tour 2011, en Darien Lake (NY) en el escenario Dzambo. Ice Nine Kills lanzó el 20 de junio de este año el videoclip de su canción "The People Under the Stairs", inspirado en la película Inglourious Basterds. Este mismo día el grupo anunció su nuevo contrato con Outerloop Management, discografía que por entonces representaba también a We Came as Romans, Refused, y Periphery.
El 12 de mayo de 2012 se anunció que el Ice Nine Kills sería la primera actuación de la edición de este mismo año de la gira The All Stars Tour, en la que también actuarían Suicide Silence, The Word Alive, Dance Gavin Dance, I See Stars y Attila (banda). Antes de comenzar esta gira, el grupo apoyó a Like Moths to Flames en el primer tour de estos últimos en Canadá a principios de junio, así como a Norma Jean en julio en su gira por la región central de EE. UU.[cita requerida].
El 16 de agosto del 2012 se anunció que el grupo apoyaría a We Came as Romans y a Abandon All Ships en su gira canadiense desde el 11 hasta el 17 de septiembre. Del 26 de octubre al 15 de noviembre Ice Nine Kills formó parte de la gira "Party with the Devil" junto con artistas como Attila (banda), Make Me Famous, Issues (banda), y Adestria. El grupo acabó el año con una breve gira con Like Moths to Flames que duró del 2 al 9 de diciembre[cita requerida].
El 22 de noviembre de 2012 Ice Nine Kills publicó el vídeo oficial con la letra de su nuevo sencillo "The Coffin is Moving". Ese mismo día lanzaron también una campaña de Kickstarter para recaudar dinero para financiar su nuevo EP. El 22 de diciembre el grupo anunció que habían recaudado más de $21,000 con dicha campaña, y que su nuevo EP titulado The Predator saldría a la venta el 15 de enero de 2013. Como celebración por el éxito de la recaudación de fondos Ice Nine Kills sacó el segundo sencillo del EP, llamado "What I Never Learned in Study Hall", en el que canta también Tyler Carter (cantante del grupo Issues). La versión acústica de esta canción fue lanzada el 8 de enero en el álbum recopilatorio Take Action! Volume 11 a través de Hopeless Records.
El 9 de enero Ice Nine Kills anunció varias giras que durarían desde febrero hasta marzo, en las que apoyaría a artistas como I See Stars, For All Those Sleeping, The Color Morale, y más[cita requerida]. El segundo EP del grupo, titulado The Predator fue lanzado como era previsto el 15 de enero del 2013, y debutó en el número 9 en la lista Heatseekers de Billboard.
El 13 de marzo del 2013 el grupo anunció que atendería las dos primeras semanas de Vans Warped Tour 2013, tocando en el escenario Ernie Ball, y más tarde se iría de gira en el All Stars Tour con artistas como Every Time I Die, Chelsea Grin, Terror y Iwrestledabearonce
El 26 de abril de 2013 Ice Nine Kills lanzó un álbum single titulado The Product of Hate. La canción salió a la venta con intención de recaudar fondos para ayudar a las víctimas del Atentado de la maratón de Boston.
El 9 de julio de 2013 el grupo publicó el vídeo oficial de su canción "The Coffin Is Moving". A finales de año, el 4 de noviembre, el grupo sacó un nuevo sencillo titulado "Connect the Cuts", el primero del que sería su siguiente álbum".

### 2014–2015The Predator Becomes the Prey
El 8 de enero del 2014 Ice Nine Kills lanzó un segundo sencillo titulado "The Power in Belief". El nuevo disco, titulado The Predator Becomes the Prey, salió a la venta el 21 de enero a través de la discográfica Outerloop Records, perteneciente a Fearless Records. Este álbum consiguió que Ice Nine Kills entrase por primera vez en la lista de éxitos Billboard Top 200, alcanzando el puesto #153. The Predator Becomes the Prey también debutó en el puesto número #3 en la lista de éxitos Heatseeker, número #38 en la lista de discógraficas indepenientes, y número #13 en la lista de éxitos de Hard Rock.
El 26 de febrero de 2014 fue revelado que Ice Nine Kills atendería Warped Tour 2014, actuando en el escenario Monster Energy State. El día siguiente se publicó el videoclip de la canción "Let's Bury the Hatchet... in your Head".
Un año más tarde, el 6 de febrero de 2015, el grupo publicó el videoclip de su canción "The Fastest Way To A Girls Heart Is Through Her Ribcage", y el 19 de este mismo mes lanzó una nueva titulada "Me, Myself & Hyde", y anunció que ésta formaba parte de su siguiente disco, que saldría a la venta en otoño de este año (2015).
Del 10 de abril al 22 de mayo la banda fue el acto principal de la gira IX LIVES TOUR, en la que también actuaron Get Scared, Upon This Dawning, Chasing Safety, y Brightwell. El 22 de junio de 2015 Ice Nine Kills publicó el videoclip de su versión de la canción "Animals" de Maroon 5, que aparece en el disco Punk Goes Pop Vol. 6 de la discográfica Fearless Records.

### 2015–2018: Contrato con Fearless Records,Every Trick in the Book, y el relanzamiento deSafe is Just a Shadow
El 17 de septiembre de 2015 Ice Nine Kills anunció su contrato con Fearless Records, bajo el cual lanzarían su nuevo álbum Every Trick in the Book. El 25 de este mismo mes el grupo sacó su nuevo sencillo "Bloodbath & Beyond" junto con el vídeo de la letra. Un mes más tarde, el 22 de octubre, se publicó el videoclip oficial de la canción "Communion of the Cursed".
Ice Nine Kills lideró la gira Fresh Faces Tour desde el 24 de octubre al 29 de noviembre, con el apoyo de otros grupos de la discográfica Fearless Records como Wage War y The White Noise.
El 1 de diciembre de 2015 Ice Nine Kills publicó el resto de canciones del nuevo álbum Every Trick in the Book a Youtube, saliendo el disco a la venta tres días más tarde, el 4 de diciembre.
A comienzos de 2017, el 6 de enero, el grupo relanzó una nueva versión de su antiguo álbum Safe is Just a Shadow, grabado de nuevo en su totalidad. Ice Nine Kills contribuyó al álbum Punk Goes Pop Vol.7 con una versión de la canción "I Don't Wanna Live Forever" de Zayn Malik y Taylor Swift, que salió a la venta el 14 de julio de este año (2017). Posteriormente, la banda estuvo de gira con Motionless in White y Chelsea Grin, mientras trabajaban en su próximo álbum de estudio.

### 2018-2019:The Silver Scream, salida de Connor, Justin y JD
El 14 de junio de 2018, el baterista Conor Sullivan anunció que dejaba la banda para dedicarse a diferentes proyectos musicales. El exbaterista de Affiance, Patrick Galante servirá como miembro de gira.
El 20 de junio de 2018, Ice Nine Kills lanzó "The American Nightmare", el primer sencillo de su próximo álbum The Silver Scream. Fue acompañado por un video musical inspirado en la película A Nightmare on Elm Street. The Silver Scream fue lanzado el 5 de octubre de 2018 y marcó el debut más alto de la banda hasta la fecha. El álbum vendiendo casi 19,000 copias en su primera semana, logrando que la banda obtuviera su primer récord de los 10 primeros en la lista de álbumes principales de Billboard. Cuenta con trece canciones inspiradas en trece películas de terror separadas.
Además de "The American Nightmare", los sencillos que han sacado de este álbum son: "Thank God Is Friday" basada en las películas de Viernes 13 (franquicia) el 13 de julio de 2018, "A Grave Mistake" basada en la película de The Crow (película de 1994) el 21 de septiembre de 2018, "Stabbing In The Dark" basada en la saga de películas de Halloween (saga) el 19 de octubre de 2018, "Merry Axe-Mas" basada en la saga de películas de Silent Night, Deadly Night el 21 de diciembre de 2018 y "IT Is The End" basada en la película de It (película de 2017) el 24 de septiembre de 2019.
Los videos musicales de los sencillos cuentan una historia, donde Spencer Charnas, interpretandose a sí mismo, va al psicólogo tras unos sueños extraños donde asesinaba gente, con el paso del tiempo el Dr. Black (El psicólogo) empieza a sospechar que Spencer de verdad esta asesinando gente, ya que en la vida real, hay asesinatos de la misma manera que ocurren en su sueño, en el video musical de la canción "Merry Axe-Mas" se nos muestra el pasado de Spencer en esta historia; el final de la historia se da con el video de la canción "IT Is The End" donde Spencer se revela como el asesino, y le explica al Dr. Black que hace esto, ya que en el pasado, él por negligencia dejó libre a un psicópata que asesina a la familia de Spencer, tras esto, Spencer, asesina al Dr. Black y lo culpa de todas las muertes.
En una entrevista con Wall of Sound el 24 de septiembre de 2018, Spencer Charnas reveló que la banda colaboró con Less Than Jake en la canción "IT is the end", que se basa en la película IT. Less Than Jake proporcionó la sección de instrumentos de metal de la canción para darle un "ambiente siniestro, de carnaval, de circo". El álbum también incluye una canción llamada "Rocking the Boat", en la que la banda nombrada todos sus lanzamientos anteriores y el excantante Jeremy Schwartz hace una aparición especial.
El 1 de enero de 2019, el exbajista Shane Bisnett murió a la edad de 31 años. Spencer Charnas reveló la noticia a través de Instagram compartiendo un video y una historia anecdótica sobre su excompañero de banda que grabó el bajo en el álbum de 2010 de la banda, Safe Is Just A Shadow. La banda lanzó una canción tributo llamada "Sunrise" bajo el nombre de Fallbrook.
El 23 de marzo, su bajista Justin Morrow se separó de la banda, uniéndose a Motionless in White. La banda escribió "Estamos emocionados por Justin y le deseamos lo mejor", y anunció a Joe Occhiuti como un reemplazo permanente. JD tampoco estuvo presente en las dos primeras giras de 2019 mientras estaba produciendo el nuevo álbum Motionless in White, Disguise. Sigue sin saberse si JD sigue siendo parte de la banda, ya que no ha participado en nada relacionado con ellos, el con contesta ninguna pregunta al respecto ni tampoco la banda, JD no estuvo presente en las grabaciones de la versión extendida de The Silver Scream pero si estuvo presente en el vídeo para It Is The End, todo indica que el ya no forma parte de la banda y que fue totalmente remplazado por Dan Sugarman

### 2019-2020:The Silver Scream: The Final Cut
Tras el éxito de su último álbum, la banda decidió hacer una versión extendida de este bajo el nombre de The Final Cut haciendo referencia a las películas que sacan versiones extendidas o cortes de director. Esta nueva versión, aparte de incluir la versión original del disco junto con una nueva canción, un cover, una versión en vivo de una canción del álbum y 3 versiones acústicas de canciones del álbum original. La nueva canción se titula Your Number's Up que está basada en la película de los 90's Scream, la banda saco un vídeo lyrics de este álbum. La versión es de la famosa canción de Michael Jackson, Thriller (canción). La canción en vivo fue “A Grave Mistake”, y las versiones acústicas fueron “Savages”, “Thank God It's Friday” junto a Ari Lehman, actor del personaje Jason en la primera película de “Viernes 13”, y “Stabbing In The Dark” junto a Matt Heafy cantante de Trivium.
Este álbum salió digitalmente el 25 de octubre de 2019, y se anunció que habría una versión física, esta versión vendría con el CD en versión especial (caja de película) junto con un DVD donde vendrían los vídeos musicales que formarían una película y un vistazo a como se hizo el álbum, esta versión ha tenido muchos problemas de producción, estaba planeado lanzarse a la venta el 22 de noviembre de 2019, y tras varios retrasos su actual fecha de salida es el 16 de junio de 2020.
La banda a anunciado varias veces que tiene planes de anunciar nueva música pronto. En una entrevista, Spencer Charnas mencionó que querían sacar una canción nueva durante su gira con Five Finger Death Punch, pero dado que esta gira fue pospuesta por la pandemia del 2020, no se sabe cuándo puede ser que esta banda saque nuevo material.

### 2021-presente:The Silver Scream 2: Welcome to Horrorwood
Al adelantar su nuevo sencillo "Hip To Be Scared", que está inspirado en el thriller clásico de culto American Psycho, el título del nuevo álbum de Ice Nine Kills aparece en los créditos como The Silver Scream 2: Welcome to Horrorwood. El álbum se lanzará el 15 de octubre de 2021.
El sencillo, que presenta al líder de Papa Roach, Jacoby Shaddix, fue lanzado el 9 de julio, junto con un video musical que lo acompaña.
El 3 de agosto de 2021, la banda lanzó un video teaser con la lista de canciones del nuevo álbum, lo que llevó a los fanáticos a predecir y especular sobre las películas de terror/suspenso que inspiraron las canciones del álbum.
La banda comenzó a lanzar videos musicales previos al lanzamiento del álbum el 9 de julio con "Hip to Be Scared". El video inició una historia para el álbum que continuó el 9 de agosto con "Assault & Batteries", que está inspirado en la película Child's Play original. El último sencillo que se lanzó fue «Funeral Derangements», que se basó en el superventas de Stephen King, Pet Sematary. Cuenta con el actor original de Gage Creed, Miko Hughes, quien esta vez interpreta al camionero.

## Miembros del grupo
| Miembros actuales - Spencer Charnas - voz principal, teclado (2002–presente), guitarra adicional (2019–presente), guitarra rítmica (2002-2009), batería (2002-2003), bajo (2002). - Ricky Armellino - voz principal de apoyo, guitarra rímica, teclado (2018–presente). - Joe Occhiuti - voz principal de apoyo, bajo, teclado (2019–presente). - Dan Sugarman - guitarra principal, coros (2019–presente). - Miles Dimitri Baker - guitarra rímica (2024–presente). - Nike Cortada - batería (2024–presente). | Antiguos miembros - Jeremy Schwartz - voz principal de apoyo, guitarra principal (2002–2009), bajo (2002). - Andrew Justin Smith - bajo, coros (2002–2007). - Hobie Boeschenstein - bajo, coros (2007–2008). - Dave Marvuglio - bajo (2008–2009). - Dave Sieling - voz principal de apoyo (2009). - Shane Bisnett- bajo, voz limpia (2009–2011, murió en 2019). - Conor Sullivan - batería (2009–2018). - Justin DeBlieck - voz principal de apoyo, guitarra principal, teclado (2009–2019). - Justin Morrow - bajo (2013–2019), guitarra rítmica (2009–2018), coros (2009–2019). - Steve Koch - bajo, voz limpia (2011–2013). - Patrick Galante - batería (2018–2024). |

Línea de tiempo

## Discografía

### Álbumes de estudio
- Last Chance to Make Amends (2006)
- Safe Is Just a Shadow (2010)
- The Predator Becomes the Prey (2014)
- Every Trick in the Book (2015)
- The Silver Scream (2018)
- The Silver Scream 2: Welcome to Horrorwood (2021)